# Loup City (Nebraska)
Loup City település az Amerikai Egyesült Államok Nebraska államában, Sherman megyében, melynek megyeszékhelye is. Lakosainak száma 1053 fő (2020. április 1.).

## Népesség
A település népességének változása:

| 2010 | 1 029 |
| 2020 | 1 053 |